# DeCSS

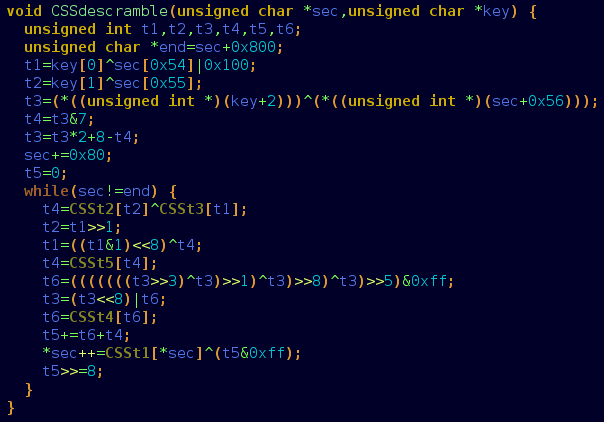
DeCSS-algoritme in C

DeCSS is software waarmee de inhoud van een dvd kan ontcijferd worden die versleuteld is met het Content Scramble System (CSS).
De software is ontwikkeld door onbekenden en is op het internet verspreid door een aantal mensen waaronder de Noorse tiener Jon Johansen, wiens huis in 2000 werd binnengevallen door de Noorse politie.
Uit protest tegen wetgeving die de publicatie van de DeCSS-code verbiedt in landen (zoals de Verenigde Staten met de Digital Millennium Copyright Act) die het WIPO Copyright Verdrag implementeren zijn er slimme manieren bedacht om beschrijvingen van het DeCSS-algoritme te verspreiden: steganografie, met behulp van internetprotocollen, als een aantal haiku gedichten, en zelfs als een illegaal priemgetal. Op het moment is het aannemelijk om te veronderstellen dat DeCSS (en een dozijn copycat programma's die (nog) niet  specifiek voor het gerecht gebracht zijn) kan worden verkregen door iedereen die bereid is om een halfuurtje naar een kopie te zoeken. Met sommige Linuxdistributies is het mogelijk om een CSS-implementatie te installeren met een enkel commando.
De eerste bedreigingen tegen sites die DeCSS hostten, en het begin van de DeCSS mirroring campagne, begon begin november 1999. Als een antwoord op de bedreigingen werd een programma met dezelfde naam maar met geheel andere functionaliteit ontwikkeld. Dit programma kan worden gebruikt voor het strippen van Cascading Style Sheets-tags van een HTML-pagina.